# Oleg Atkov
Oleg Joerjevitsj Atkov (Russisch: Оле́г Ю́рьевич Атько́в) (Chvorostjanka, 9 mei 1949) is een Russisch voormalig ruimtevaarder en cardioloog. Atkov’s eerste en enige ruimtevlucht was Sojoez T-10 en begon op 8 februari 1984. Doel van deze missie was medisch onderzoek aan boord van ruimtestation Saljoet 7 naar de effecten van een langdurig verblijf op het menselijk lichaam; destijds een onontgonnen gebied. De bemanning vestigde een nieuw duurrecord. 
Atkov werd in 1983 geselecteerd als astronaut en in 1984 zwaaide hij af als astronaut. Atkov ontving meerdere onderscheidingen en titels, waaronder Held van de Sovjet-Unie en de Leninorde.
Atkov heeft 150 artikelen en vijftien uitvindingen op zijn naam staan; tevens verleende men hem zeven patenten. Aan het begin van zijn loopbaan maakte hij naam met de ontwikkeling van het gebruik van ultrageluid voor het stellen van diagnoses betreffende hart- en vaatziekten. Onder zijn leiding ontwikkelden de Russische spoorwegen speciale medische treinen. Die maakten reguliere gezondheidszorg in afgelegen gebieden mogelijk, die zelf over onvoldoende faciliteiten beschikten. Vele Russen werden zo geholpen en de overheid reikte hem hiervoor een speciale prijs uit. De ontwikkeling van zgn. "telemedicine" (gebruik van moderne communicatiemiddelen voor medische zorg op grote afstand) loopt als een rode draad door zijn carrière. De Humboldtuniversiteit verleende hem een eredoctoraat.